# مادونینا (تندیس)

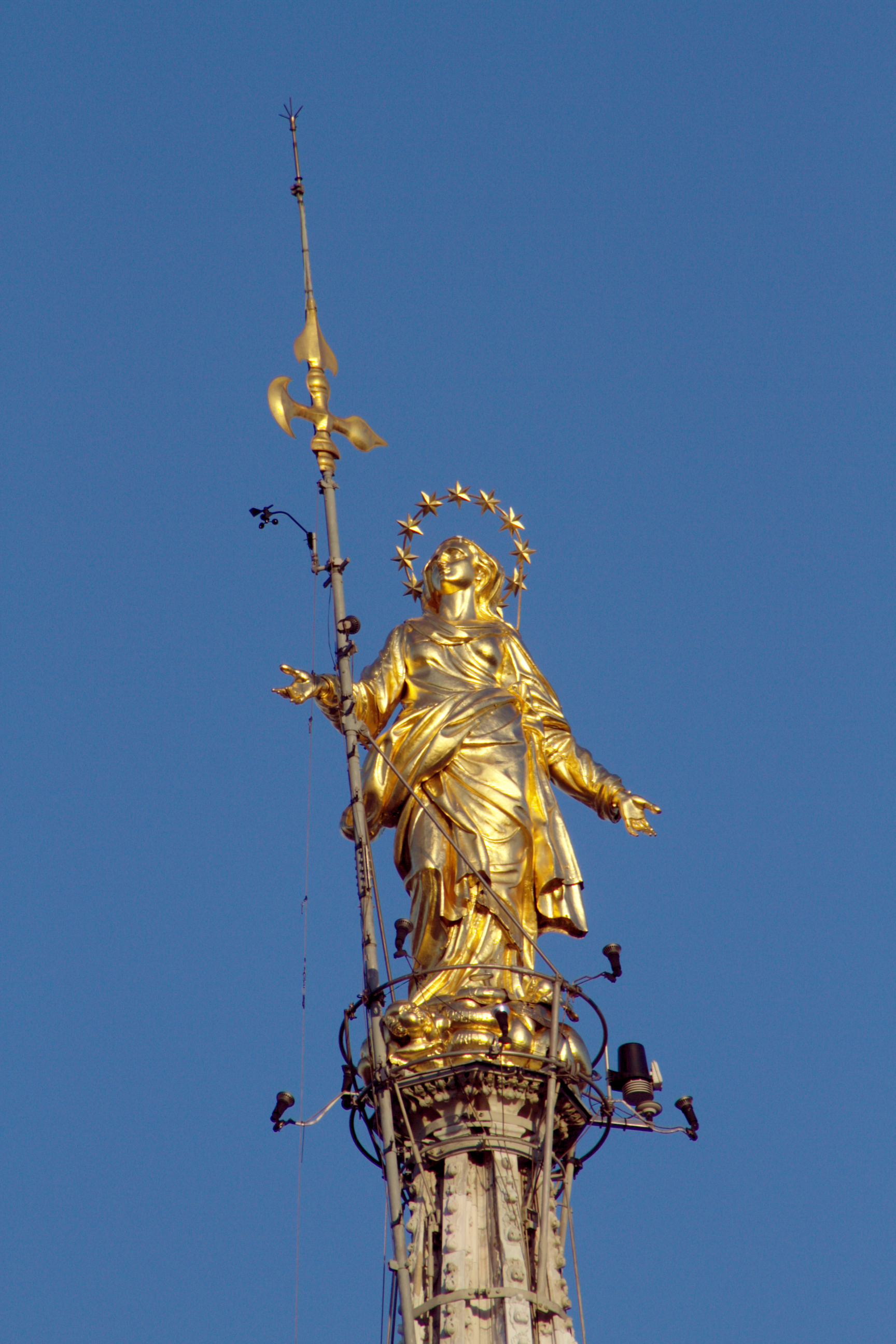

مدونینا (به ایتالیایی: Madonnina) نام تندیس زرین مریم برفراز کلیسای جامع میلان است که در بلندای ۵/۱۰۶ متری قرار دارد.
این تندیس که هم‌اکنون نماد شهر میلان است، از پلی‌کروم ساخته شده است و در سال ۱۷۶۲ در بالای کلیسا نصب شده است.

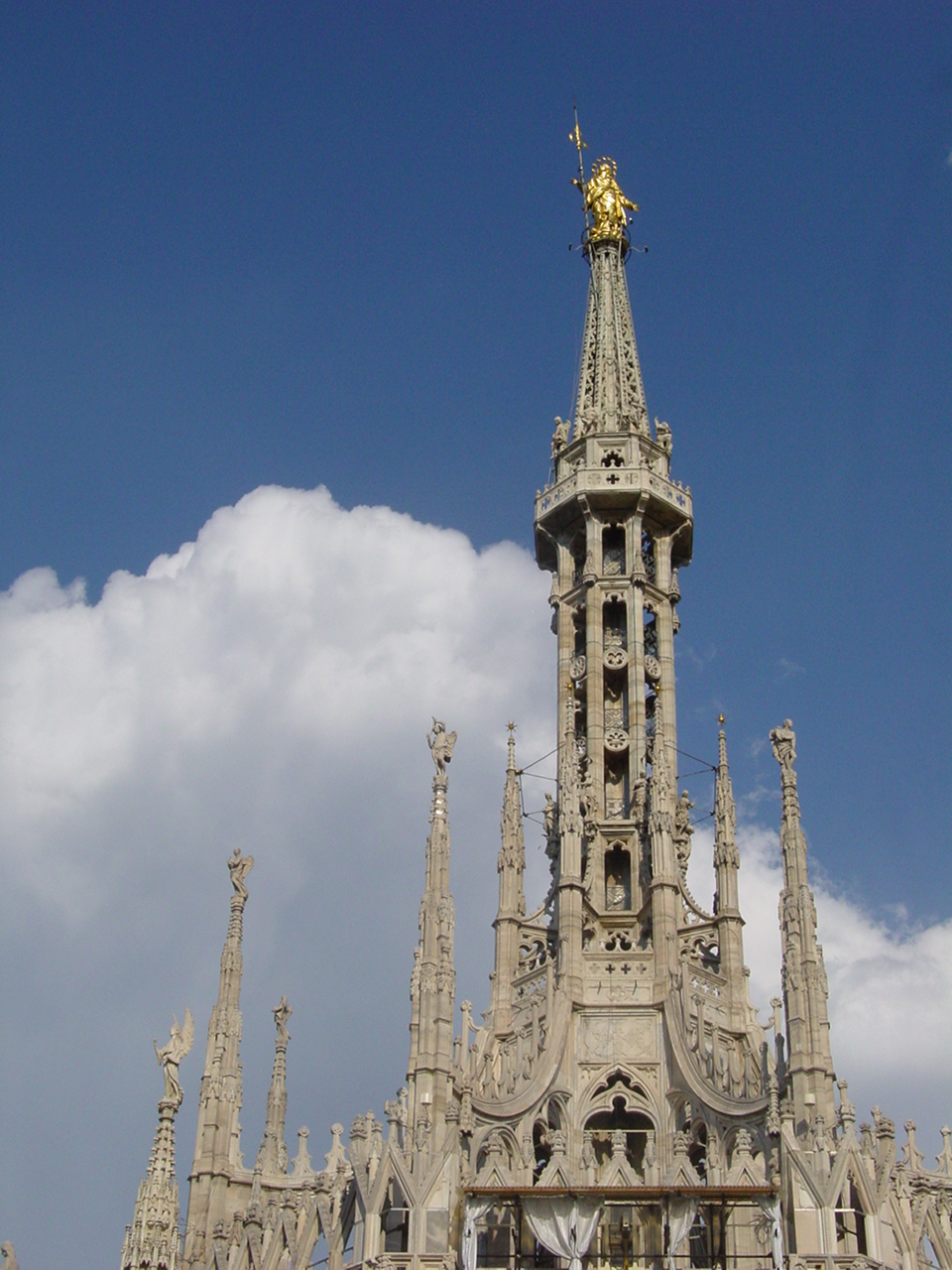

دربی بین دو تیم شهر میلان شهرآورد دلا مادونینا نام دارد.